# Карла Бруни-Саркози
Карла Бруни-Саркози, родена Карла Джилберта Бруни Тедески, е модел, композиторка и певица от италиански произход.
На 19-годишна възраст става модел. На 2 февруари 2008 г. Карла Бруни се венчава за тогавашния президент на Франция Никола Саркози. Това е първият неин брак и третият на Саркози (той се развежда с предишната си съпруга Сесилия Саркози на 15 октомври 2007).

## Произход и личен живот
Карла Бруни е родена и израснала в много богато и музикално семейство. Баща ѝ Алберто Бруни Тадески (1915 – 1996) е композтор на италиански опери, но и един от собствениците на концерна за автомобилни гуми 'Пирели'. Майката на Карла, Мариса Борини (Marisa Borini), е пианистка.
По-големият брат на Карла, Вирджинио (Virginio), роден през 1959 г., умира от СПИН през 2006 г. Тя има и по-голяма сестра – Валерия (р. 1964), която е филмова актриса.
Едва през 2008 г. става известно, че нейният биологичен баща е Маурицио Ремерт – богат бизнесмен от италианско-бразилски произход.
Когато Карла е на 5 години, семейството се премества да живее във Франция. По-късно тя завършва елитно средно училище в Швейцария, достъпно само за деца на много богати хора. След завръщането си във Франция Карла следва архитектура в Париж, но не завършва образонието си, защото избира да бъде модел.
На 19-годишна възраст започва нейната кариера на модел. През 1990-те години Бруни е сред 20-те най-скъпо платени модели е света, с годишен доход от 7,5 милиона долара.
Но тя се прочува най-вече с безбройните си любовни афери със световноизвестни личности като Ерик Клептън, Мик Джагър, Доналд Тръмп, Кевин Костнер и Венсан Перес.
Няколко години Карла има много сериозна връзка с Рафаел Ентховен, роден в Париж, професор по философия в Сорбоната. През 2002 г. се ражда синът им Аурелин.

### Брак с Никола Саркози
На 17 декември 2007 г. във френската преса излизат снимки на президента Никола Саркози с Карла Бруни. Само 2 седмици по-късно, на 2 февруари 2008 г., те вече са женени, Карла току-що е навършила 40 години.
Скоро след това, през юли 2008 г., в различни френски издания се появява снимка на Бруни, позираща гола по времето, когато е била модел. Снимката е публикувана без съгласието на фотографа, избухва скандал, на въпросните медии биват наложени сериозни глоби. А голата снимка е продадена по-късно на търг в Кристи – Ню Йорк за сумата от 91 000 щатски долара (около 58 000 евро).
На 19 октомври 2011 г. се ражда Джулия, дъщерята на Карла и Никола Саркози.

## Музикална кариера
През 1998 г. тя прекратява кариерата си на модел, за да се отдаде сериозно на пеене, както и на писането на песни в стил шансон.
През 2003 г. излиза дебютният ѝ албум „Quelqu’un m’a dit“, в който има песни в стила на Джони Мичъл и Серж Генсбур. Албумът е много успешен и същата година Карла е наградена с приза „Raoul Breton“ като многообещаващ млад талант на текстове на песни.
През 2007 излиза албумът ѝ „No Promises“ с текстове на английски. Нейният трети албум – „Comme Si de Rien N'Était“ излиза през 2008 и е радушно посрещнат в пресата.